# Promień Żary
Promień Żary – polski klub piłkarski założony 1 marca 1946 roku. Występuje w rozgrywkach IV ligi lubuskiej.

## Historia i opis klubu
W niedzielny poranek 1 marca 1946 r. w restauracji „Wielkopolanka” odbyło się zebranie założycielskie klubu sportowego. Kilkunastu miłośników sportu postanowiło powołać Klub Sportowy „Promień”. Przewodniczącym grupy założycielskiej, a następnie Prezesem Zarządu KS „Promień” został Antoni Wagner.
Pierwszy mecz o mistrzostwo kl.A woj. wrocławskiego w Żarach odbył się 12 marca 1946 r. pomiędzy Promieniem a Pafawagiem Wrocław – mecz zakończył się zwycięstwem zespołu żarskiego 6:0.
W silnej konkurencji wśród drużyn z Wrocławia, Wałbrzycha, Świdnicy, Jeleniej Góry drużyna Promienia w roku 1946 zajęła 3 miejsce, a w następnym roku 6 miejsce.
W latach 1948–1951 opiekę nad klubem sprawowała jednostka wojskowa, klub przyjął nazwę „Legia-Promień”, oprócz sekcji piłki nożnej, który poza zespołem seniorów posiadał również zespół młodzieżowy, funkcjonowała sekcję bokserską. Trenerem i jednocześnie czołowym zawodnikiem drużyny był Roman Michalak, który jako jeden z pierwszych zawodników klubu wywalczył wicemistrzostwo Polski. Drużynę piłki nożnej trenował Tadeusz Strasser.
W sezonie 1993/1994 zespół trenowany przez Eugeniusza Gabasa zajął 1 miejsce w rozgrywkach i awansował po 18 latach do III ligi. Prezesem Klubu był Włodzimierz Dyzert.
W sezonie 2013/2014, po zajęciu 15. miejsca w III lidze dolnośląsko-lubuskiej, spadł do IV ligi.
Wychowankami tego klubu są między innymi Andrzej Niedzielan, Mariusz Liberda, Sebastian Dudek i Andrzej Tychowski.
Od sezonu 2017/18 w klubie funkcjonuje również drużyna piłkarska kobiet na III poziomie rozgrywkowym.

## Sukcesy
- 2. miejsce w III lidze – 2011/12
- 1/16 finału Pucharu Polski – 1965/66
- Puchar Polski OZPN Zielona Góra – 1964/65, 1970/71, 1984/85, Lubuski ZPN – 2002/03, 2003/04[2]
- 4. miejsce w finale Mistrzostw Polski juniorów – 1962/1963[4][5]

## Stadion
Zespół mecze rozgrywa na Stadionie KS Promień przy ul. Zwycięzców 38 w Żarach. Dane techniczne stadionu:
- pojemność stadionu: 2000 miejsc (1654 siedzących)
- oświetlenie: brak
- wymiary boiska: 107 m x 70 m

## Sezon po sezonie
Sezon po sezonie Promienia Żary
- 1946: 3. miejsce
- 1947: 6. miejsce
- 1952: 1. miejsce w Klasie A.
- 1953: 7. miejsce w III lidze.
- 1954: 11. miejsce w Klasie MW.
- 1955: Klasa A
- 1956: Klasa A
- 1957: 3. miejsce w Klasie Okręgowej.
- 1958: 5. miejsce w Klasie Okręgowej.
- 1959: 5. miejsce w Klasie Okręgowej.
- 1960: 3. miejsce w Klasie Okręgowej.
- 1960/1961: 5. miejsce w Klasie Okręgowej.
- 1961/1962: 2. miejsce w Klasie Okręgowej.
- 1962/1963: 4. miejsce w Klasie Okręgowej.
- 1963/1964: 9. miejsce w Klasie Okręgowej.
- 1964/1965: 4. miejsce w Klasie Okręgowej.
- 1965/1966: 2. miejsce w Klasie Okręgowej.   1/16 finału Pucharu Polski
- 1966/1967: 13. miejsce w III lidze.
- 1967/1968: 8. miejsce w III lidze.
- 1968/1969: 16. miejsce w III lidze.
- 1969/1970: 1. miejsce w Klasie Okręgowej.
- 1970/1971: 15. miejsce w III lidze.
- 1971/1972: 8. miejsce w Klasie Okręgowej.
- 1972/1973: 5. miejsce w Klasie Okręgowej.
- 1973/1974: 4. miejsce w Lidze Wojewódzkiej.
- 1974/1975: 6. miejsce w Lidze Wojewódzkiej.
- 1975/1976: 4. miejsce w Lidze Wojewódzkiej.
- 1976/1977: 14. miejsce w III lidze.
- 1977/1978: b.d.
- 1978/1979: b.d.
- 1979/1980: b.d.
- 1980/1981: b.d.
- 1981/1982: b.d.
- 1982/1983: b.d.
- 1983/1984: b.d.
- 1984/1985: b.d.
- 1985/1986: b.d.
- 1986/1987: b.d.
- 1987/1988: b.d.
- 1988/1989: b.d.
- 1989/1990: b.d.
- 1990/1991: b.d.
- 1991/1992: b.d.
- 1992/1993: b.d.
- 1993/1994: 1. miejsce w Klasie Międzywojewódzkiej.
- 1994/1995: 5. miejsce w III lidze w grupie wrocławskiej.
- 1995/1996: 10. miejsce w III lidze w grupie wrocławskiej.
- 1996/1997: 3. miejsce w III lidze w grupie wrocławskiej.
- 1997/1998: 9. miejsce w III lidze w grupie wrocławskiej.
- 1998/1999: 1. miejsce w IV lidze.
- 1999/2000: 17. miejsce w III lidze w grupie zachodniej.
- 2000/2001: 4. miejsce w IV lidze w grupie lubuskiej.
- 2001/2002: 1. miejsce w IV lidze w grupie lubuskiej.
- 2002/2003: 7. miejsce w III lidze w grupie III.
- 2003/2004: 12. miejsce w III lidze w grupie III.
- 2004/2005: 7. miejsce w III lidze w grupie III.
- 2005/2006: 16. miejsce w III lidze w grupie III.
- 2006/2007: 7. miejsce w IV lidze w grupie lubuskiej.
- 2007/2008[6]: 3. miejsce w IV lidze w grupie lubuskiej.
- 2008/2009: 9. miejsce w III lidze w grupie dolnośląsko-lubuskiej.
- 2009/2010: 12. miejsce w III lidze w grupie dolnośląsko-lubuskiej.
- 2010/2011: 5. miejsce w III lidze w grupie dolnośląsko-lubuskiej.
- 2011/2012: 2. miejsce w III lidze w grupie dolnośląsko-lubuskiej.
- 2012/2013: 9. miejsce w III lidze w grupie dolnośląsko-lubuskiej.
- 2013/2014: 15. miejsce w III lidze w grupie dolnośląsko-lubuskiej.
- 2014/2015: 8. miejsce w IV lidze w grupie lubuskiej.
- 2015/2016: 14. miejsce w IV lidze w grupie lubuskiej.
- 2016/2017: 4. miejsce w Klasie okręgowej w grupie zielonogórskiej.
- 2017/2018: 3. miejsce w Klasie okręgowej w grupie zielonogórskiej.
- 2018/2019: 3. miejsce w Klasie okręgowej w grupie zielonogórskiej.
- 2019/2020: 3. miejsce w Klasie okręgowej w grupie zielonogórskiej.
- 2020/2021: 1. miejsce w Klasie okręgowej w grupie zielonogórskiej.
- 2021/2022: 5. miejsce w IV lidze w grupie lubuskiej.
- 2022/2023: 14. miejsce w IV lidze w grupie lubuskiej.
- 2023/2024: 12. miejsce w IV lidze w grupie lubuskiej.
- 2024/2025: 16. miejsce w IV lidze w grupie lubuskiej.